# Un brin de panique
Un brin de panique est la cinquième histoire de la série Natacha de Wasterlain et François Walthéry. Elle est publiée pour la première fois du no 1834 au no 1840 du journal Spirou.

### Documentation
- Patrick Pinchart, « De Walthéry à Natacha », dans Natacha t. 1 : Panique à bord !, Dupuis, 2007, 160 p. (ISBN 978-2-8001-3788-9), p. 1-18.